# Anisopygus pseudonymus
Anisopygus pseudonymus là một loài tò vò trong họ Ichneumonidae.